# 笠原忠造

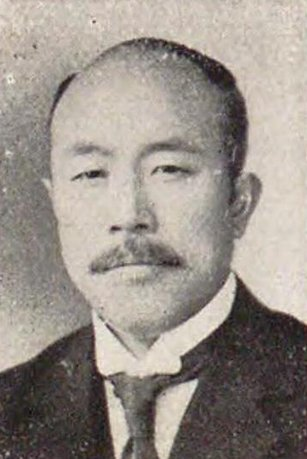
笠原忠造

笠原 忠造（かさはら ちゅうぞう、1878年（明治11年）10月7日 - 1926年（大正15年）11月12日）は、日本の衆議院議員（立憲政友会）、弁護士。

## 経歴
長野県長野市に、薬種商を営む笠原十兵衛の長男として生まれる。1906年（明治39年）、東京帝国大学法科大学英法科を卒業し、長野市に弁護士事務所を開いた。弁護士業のかたわら、長野市会議員、同議長、長野県会議員、同議長を務めた。
1912年（明治45年）、第11回衆議院議員総選挙に出馬し、当選。第15回衆議院議員総選挙でも再選を果たした。
その他に、田川炭鉱株式会社常務取締役、京浜電力常務取締役、帝国石膏株式会社取締役を務めた。